# Отряд мобильный особого назначения «Беркут»
ОМОН «Беркут» — особое подразделение Росгвардии (ранее — МВД России), существующее в Крыму и Севастополе с 2014 года.

## История

### Специальное подразделение милиции общественной безопасности «Беркут» Главного управления МВД Украины по РК
Специальное подразделение милиции общественной безопасности «Беркут» МВД Украины (ГУ по АРК) командировало в Киев 150 сотрудников, из которых во время беспорядков один был убит и 32 ранены. После событий февраля 2014 года в Киеве сотрудники подразделения «Беркут» 22 февраля 2014 года вернулись в Севастополь и Симферополь. Сотрудники не признали законность распоряжения А. Б. Авакова о роспуске подразделения. 25 февраля 2014 года спецподразделение СБУ «Альфа», а также другие спецподразделения Украины, несмотря на давление, отказались разоружать крымский «Беркут». База «Беркута» в Симферополе была взята под охрану жителями до нормализации обстановки в Крыму. Сотрудники «Беркута» участвовали в организации и охране блокпостов на въездах в город Севастополь. 26 февраля 2014 года выбранный народным сходом мэр Севастополя Алексей Чалый заявил о том, что севастопольский «Беркут» не будет расформирован и своим распоряжением создал Специальное муниципальное подразделение милиции «Беркут» во главе с подполковником милиции А. В. Чередниченко
12 марта 2014 года Окружной административный суд Киева удовлетворил иск народного депутата Украины А. Гриценко и певицы и активистки Р. Лыжичко о признании недействительными Приказа МВД Украины от 18 мая 2004 года № 529 «Об утверждении Положения о подразделении милиции особого назначения „Беркут“» и Приказа МВД Украины от 24 октября 2013 года № 1011 «Об утверждении Положения о специальном подразделении милиции общественной безопасности „Беркут“». Таким образом была подведена юридическая база под расформирование подразделения, которое после решения суда стало незаконным формированием.
В ночь с 26 на 27 февраля 2014 года около 50 сотрудников и 13 ветеранов севастопольского «Беркута», совместно с сотрудниками из тех регионов Украины, где подразделение было расформировано, отправились к Армянску, где к утру 27 февраля 2014 года заняли блокпосты на Перекопском перешейке, Турецком валу и Чонгаре и начали осуществлять досмотр автотранспорта с целью предотвращения незаконного ввоза оружия из материковой части Украины. 27 февраля 2014 года народный депутат Верховной Рады Украины Г. Г. Москаль сообщил, что на въездах в Крым «выставили бронетранспортеры, вооруженные люди с гранатометами, автоматами, пулеметами. Въехать в Крым другими сухопутными путями невозможно, только морем. Таким образом, Крым полностью заблокирован».
Рано утром 27 февраля 2014 года около 120 вооружённых лиц в боевой экипировке, но без знаков различия, заняли здания парламента и правительства Крыма в Симферополе. Над зданиями был поднят российский флаг. По мнению украинского депутата Геннадия Москаля, в прошлом заместителя МВД Украины и начальника Главного управления МВД Украины в АРК, к захвату зданий Верховного Совета и Совета министров Крыма были причастны сотрудники «Беркута» АРК и других регионов. В то же время экс-глава СБУ, бывший премьер, министр обороны и секретарь СНБО Украины Евгений Марчук заявил, что здания Верховного Совета и Совета министров в Симферополе были заняты военнослужащими из Севастополя.
28 февраля 2014 года Верховный Совет Автономной Республики Крым создал Специальное подразделение охраны общественного порядка «Беркут», которое подчинялось исключительно властям Автономной Республики Крым. Численность подразделения планировалось довести до 800.
Депутат Государственной Думы К. Затулин заявил о создании в России фонда «Мы все — „Беркут“», целью которого является поддержка сотрудников подразделения и их семей. Затулин посетил Крым, где провёл встречу с командованием севастопольского и крымского «Беркута». Ряд городов России заявили о готовности предоставить убежище и работу сотрудникам «Беркут».
По мнению президента российской Ассоциации ветеранов подразделения антитеррора «Альфа» Сергея Гончарова, на Украине есть люди, которые встанут на защиту «Беркута» и он относится к ним с большим уважением и считает их людьми, которые не предали присягу, но их предал президент Украины.
Министерство иностранных дел Российской Федерации поручило своему представительству в Симферополе начать выдачу российских паспортов сотрудникам «Беркут». Первые паспорта были выданы 1 марта 2014 года. 14 марта 2014 года генеральный консул России в Симферополе сообщил о том, что паспорта граждан России получили несколько сотен бывших сотрудников подразделения.

### ОМОН «Беркут» Министерства внутренних дел по Республике Крым
28 февраля 2014 года МВД России на своём сайте сообщило, что готово принять на службу бывших сотрудников украинской милиции. 1 марта 2014 года ГУ МВД России по городу Москве сообщило, что готово сформировать батальон из бывших сотрудников подразделения «Беркут», получивших гражданство России. 25 марта 2014 года ряд бывших сотрудников «Беркут» обратились с просьбой трудоустроить их в Главное управление МВД России по Ростовской области.
После аннексии Крыма Россией, 20 марта 2014 года севастопольский «Беркут» вернулся на место постоянной дислокации. Жители города приветствовали сотрудников спецподразделения аплодисментами, цветами и возгласами: «Герои!». Все сотрудники были представлены к медали «За ратную доблесть».
24 марта 2014 года, во время посещения Крыма, министр внутренних дел России В. Колокольцев сообщил, что «Беркут» будет включён в состав подразделений специального назначения ОМОН МВД России под своим привычным названием. Министр выразил восхищение мужеством и отвагой, которые проявил личный состав подразделения во время беспорядков в Киеве и предложил почтить память погибших сотрудников минутой молчания. В тот же день все сотрудники были награждены медалью «За возвращение Крыма». Награды вручил министр обороны России С. К. Шойгу.

### ОМОН «Беркут» Главного управления Росгвардии по РК
5 апреля 2016 года указом № 157 верховного главнокомандующего В. В. Путина подразделения ОМОН МВД России были переподчинены Федеральной службе войск национальной гвардии Российской Федерации («Росгвардии»).

## Задачи
Первоначально, в круг задач «Беркута» входили:
- Охрана общественного порядка в местах со сложной криминальной обстановкой, групповых хулиганских проявлений и массовых беспорядков[37].
- Охрана общественного порядка при проведении массовых мероприятий и чрезвычайных происшествий.
- Силовое обеспечение оперативно розыскных мероприятий правоохранительных органов России.
- Задержание особо-опасных и вооруженных преступников[38].
- Охрана физических лиц (свидетелей).